# Schienenverkehr im Jemen
Im Jemen gibt es keine Eisenbahnen mehr, es gab jedoch in den 2010er-Jahren Projekte zum Aufbau eines Eisenbahnnetzes. 

## Geschichte
Es wurden mehrere Versuche unternommen, Eisenbahnen auf dem heutigen Gebiet Jemens zu bauen. Die Chemin de fer Hodeida-Sanaa baute nur wenige Kilometer und war nie in Betrieb, die Aden Railway war kurze Zeit in Betrieb, der Vorschlag des Osmanischen Reichs, die Hedschasbahn über Medina hinaus bis nach al-Hudaida zu verlängern, wurde nie umgesetzt. Ab 2005 entstanden neue Projekte zum Anschluss Jemens ans internationale Eisenbahnnetz.

### Chemin de fer Hodeida-Sanaa
Eine französische Gesellschaft nach osmanischem Recht, die Compagnie Ottomane du Chemin de fer Hodeida-Sanaa et Embranchement plante den Bau einer Bahnstrecke von al-Hudaida nach Sanaa, der Hauptstadt des Königreichs Jemen. Wichtigster Geldgeber war die französische Banque française pour le commerce et l'industrie, die heute Teil von BNP Paribas ist. Sie baute eine 17 km lange Strecke von Ras al-Katib, dem Standort eines neuen Hafens nach al-Hudaida. Wie der Name der Gesellschaft sagt, sollte diese meterspurige Strecke der Anfang einer Strecke nach Sanaa sein, die landeinwärts über Obal, Sihâm, Mefhak nach Sanaa und dann nach Amran hätte führen sollen. Das Gleis führte entlang der langen Landzunge vor der Stadt, die zwischen der offenen See und Jabanah (Djebana) liegt. Als im Januar 1912 etwas weniger als die Hälfte der Strecke gebaut war, wurde diese während des Italienisch-Türkischen Kriegs durch Beschuss vom italienischen geschützten Kreuzer Piemont zerstört, was das Ende des Bauvorhabens bedeutete. Die Gesellschaft verklagte die italienische Regierung auf einen Schadenersatz von 200.000 Liren wegen Beschädigung von französischem Eigentum.

### Aden Railway
Die britische Niederlassung Aden wurde 1839 gegründet, als Einheiten der Royal Navy an Land gingen. Sie gehörte zur Präsidentschaft Bombay von Britisch-Indien. Nach dem Ende der Strafexpedition nach Äthiopien 1868 wurde ein Teil der dort verwendeten Feldbahn nach Aden gebracht. Das Material sollte verwendet werden um eine nicht-öffentliche Eisenbahn von der Kaianlage zur Post und eventuell weiter zur Militärkaserne zu bauen, das Material war 1873 immer noch eingelagert. Während des Ersten Weltkrieges wurde eine meterspurige Eisenbahnstrecke von Al Maalla, dem Hafenquartier von Aden, nach Al Shikh Othman an der Grenze zum Protektorat Aden gebaut und 15. Januar 1916 in Betrieb genommen. Sie diente dem Transport von Nachschub für die britischen Truppen, die bei Al Shikh Othman gegen die Türken kämpften. 1922 wurde die Strecke über Lahidsch und Al Khaddad verlängert. Oberbau und Rollmaterial der 46 km lange Strecke stammten hauptsächlich von der Bombay, Baroda and Central India Railway, der Betrieb wurde von der indischen North Western Railway geführt. Es gab Ideen, die Eisenbahn 65 km bis zur Grenze des Königreiches Jemen zu verlängern oder bis nach Mekka, wo der Anschluss an die Hedschasbahn geplant war. Der Betrieb der Bahn rentierte nicht, sodass sie am Ende Juli 1929 eingestellt und in den 1930er Jahren abgebrochen wurde. Die Aden Railway wurde nach der von der indischen Regierung 1926 eingeführten Indian Railway Classification als Eisenbahn der Klasse III eingestuft.

### Projekte der Neuzeit
Im Jahre 2010 verkündete der Jemen den Start eines 3,5 Milliarden US-Dollar teuren Projektes zum Bau eines Eisenbahnnetzes. Das Projekt war Teil des Planes, die Infrastruktur des Landes zu modernisieren. Es sollten 2500 km Bahnstrecken für Personen- und Güterverkehr gebaut werden, die von der Grenze zu Saudi-Arabien im Westen entlang der Küste über den Hafen Aden nach Oman verlaufen würden. Hier würde Anschluss an ein ebenfalls geplantes Projekt einer Bahn zur Verbindung der Staaten des Golf-Kooperationsrates untereinander bestehen. Nach dem Oktober 2013 sind keine Meldungen mehr zu diesem Projekt eingegangen.